# Dinnington (Somerset)
Dinnington is een civil parish in het bestuurlijke gebied South Somerset, in het Engelse graafschap Somerset met 65 inwoners.